# 동곡서원
동곡서원(東谷書院)은 대한민국 충청남도 부여군 세도면 동사리에 있는 조선시대의 서원이다. 1984년 5월 17일 충청남도의 문화재자료 제92호로 지정되었다.

## 개요
조신의 충절을 기리기 위해 세운 서원이다.
조신은 고려 공민왕(재위 1351∼1374) 때 회양고을 군수를 역임하였으며, 고려말 신돈이 정권을 장악하자 정치에서 물러나 은거하였다. 이방원의 어릴적 스승으로도 알려져 있으며 박팽년·유성원 등의 학자를 길러냈다.
동곡서원은 조선 철종(재위 1849∼1863) 때 지역 유림들이 지었으나, 고종 5년(1868) 흥선대원군의 서원철폐령으로 철거되었다가 1930년에 복원하였다.
건물 배치는 ㅁ자형으로 되어 있는데, 바깥채는 전학당이라 하고 안채는 화수루라고 부른다.

## 참고 문헌
- 동곡서원 - 국가유산청 국가유산포털